# EntréPrisen
EntréPrisen var en teaterpris, der blev uddelt én gang om året i perioden 2005-2008 i forbindelse med en forestilling på Entré Scenen i Århus.
Prisen blev givet som anerkendelse af et talent, der demonstrerede vilje til fornyelse og til at sætte noget på spil indenfor den århusianske scenekunst. 
Entré Scenen stod bag prisen og komiteen, der valgte prismodtageren, bestod af repræsentanter fra teatrene i Århus.

## Prismodtagere
- Isabelle Reynaud (2005)
- Olaf Højgaard (2006)
- Hans Rønne (2007)
- Henrik Vestergaard (2008)